# 对外安全总局
对外安全总局（法語：Direction Générale de la Sécurité Extérieure，缩写为DGSE）是法国最主要的对外情报机构，由法国国防部领导。
对外安全总局原先设在巴黎市第20区莫蒂埃大道141号多莱尔游泳池附近的旧兵营內，故有“游泳池”的代称，1993年法国政府在塞纳－圣但尼省的努瓦西勒塞克市给对外安全总局建立了一座新的总部。

## 历史
1940年7月1日，自由法国领导人夏尔·戴高乐建立了中央情报与行动局（法語：Bureau Central de Renseignements et d'Action，缩写：BCRA）来负责自由法国的情报工作，1946年，中央情报局更名为对外情报和反间谍局（法語：Service de Documentation Extérieure et de Contre-Espionnage，缩写：SDECE），20世纪60年代，对外情报和反间谍局卷入了一系列的绑架案和迈赫迪·本·巴尔卡死亡案中，1981年，对外情报和反间谍局被法国政府进行了改组，1982年，对外情报和反间谍局更名为对外安全总局。
1985年，对外安全总局的特工潜入反核试验组织——绿色和平组织的轮船彩虹勇士号上安放炸药，造成其爆炸沉没并导致1人死亡。

## 组织结构
- 行政处
- 行动处
  - 行动科
- 战略处
- 科技处
- 情报处